# Nina Lussi
Nina Lussi, née le 29 mars 1994 à Lake Placid, New York, est une sauteuse à ski américaine.

## Carrière
Elle commence le saut à ski à Lake Placid à l'âge de huit ans, suivant la trace de son frère et de sa sœur.
Aux Jeux olympiques juniors de Ishpeming en 2008, Nina Lussi a remporté la médaille d'or en saut à ski et en combiné nordique. Elle prend part à son premier championnat du monde junior en 2009.
Elle est diplômée de l'école de ski autrichienne Schigymnasium Stams, xe qui l'aide à parler l'allemand de manière fleuve,. Elle s'illustre également par sa taille étant la plus grande dans le circuit mondial.
Nina Lussi a également pris part à la nouvelle Coupe du monde féminine lors de la saison 2011-2012, avec des débuts à Hinzenbach. Elle marque ses premiers points en 2017 à Pyeongchang avec une 25e place, son meilleur résultat à ce jour.
Blessée dans les épreuves préparatoires aux jeux olympiques d'hiver de 2018, elle est forfaite pour la compétition. Elle fait son retour l'hiver suivant, où elle est sélectionnée pour les Championnats du monde à Seefeld.

## Palmarès

### Championnats du monde
| Épreuve / Édition  | Seefeld 2019 |
| Petit tremplin     |              |
| Par équipes mixtes | 10e          |
| Par équipes        | 10e          |

### Coupe du monde
- Meilleur classement général : 51e en 2017.
- Meilleur résultat individuel : 25e.

#### Classements généraux annuels
| Année | Rang |
| 2017  | 51e  |
| 2019  | 56e  |

### Coupe continentale
- 2 podiums, dont 1 victoire.